# 莲易公路
莲易公路，是湖南省的一条公路，为320国道的一部分，其中株洲建宁至易家湾段为莲易高速公路，原湖南省高速公路编号为S50，现为醴易高速公路的一部分，起点位于莲花冲，终点位于株洲北互通，全长71.29公里，莲花冲至株洲段为二级汽车专用公路，全长48.13公里，株洲建宁至株洲北互通段为一级汽车专用公路，全长23.16公里，于1994年12月28日通车，其中醴陵至株洲段于2016年开始改建为高速公路，于2018年12月26日通车。